# Photographic Society of America
Photographic Society of America (PSA) je jednou z největších neziskových fotografických organizací svého druhu založená v roce 1934. V současnosti má členy ve více než 80 zemích světa včetně České republiky. Jejím posláním je podporovat umění a vědu fotografie jako prostředku kulturní výměny ve všech jejích fázích, mezi svými členy a také nečleny. PSA je organizátorem několika významných soutěží po celý rok, včetně PSA Youth Showcase.

## Činnost organizace
K aktivitám organizace patří pořádání kurzů, studijních skupin, vydávání měsíčníku (PSA Journal), organizování výroční konference, Patronaci mezinárodních salónních fotografických soutěží a oceňování fotografických úspěchů či výkonů prostřednictvím tzv. Star Ratingu a také fotografických titulů organizace. K dosažení nejnižšího titulu na bázi soutěží, a to QPSA (Qualified), je třeba získat minimálně tři hvězdy v Star Ratingu organizace s předepsaným počtem fotografií a salónních přijetí. Pro fotografy, kteří nemají zájem o soutěže, je vytvořena možnost získání ocenění v podobě fotografických titulů za kvalitní soubory fotografií - portfolia. Organizace oceňuje jednotlivce i servisními tituly za organizační, lektorskou, publikační, případně porotcovskou činnost.

## Historie organizace
Vznik organizace byl spojen s jejím předchůdcem, a to s organizací Sdružených fotografických klubů Ameriky (Associated Camera Clubs of America - ACCA), založenou v roce 1919, která přijetím rezoluce v roce 1934 změnila svůj název na Photographic Society of America (PSA) a rozhodla také o přijímání fotografů jako jednotlivých členů. Jeden z prvních salonů organizace uskutečnila na Světové výstavě v New Yorku v roce 1940. O pár let později, v roce 1946, bylo schváleno již 63 salonů a jednotlivé divize organizace byly první, které v rámci Star ratingu oceňovali úspěchy fotografů na salonech. Koncem 40. let znamenal nejvyšší ocenění ze strany organizace titul "Honorary Fellowship" (Hon. FPSA). Mezi prvními oceněnými tímto titulem byl fotograf William Henry Jackson, který jako první fotograficky zdokumentoval Yellowstonský národní park, Dr. Kenneth Mees, vědec a ředitel laboratoří Kodak, také Dr. Max Thorek, první prezident PSA, či mnoho výjimečných fotografů jako Adolph "Papa" Fassbender, Fred Archer, A. Aubrey Bodio, Edward Steichen, Alfred Stieglitz a další. Mezi nejznámější členy organizace patří fotografové jako například Ansel Adams, Ivan Dmitri a Yousuf Karsh. Členem PSA byl dokonce i Theodore Roosevelt junior.